# Acámbaro
Acámbaro és una ciutat de l'estat de Guanajuato, Mèxic, capçalera del municipi del mateix nom. Va ser fundada per missioners franciscans el 1526. Es dedica principalment a l'agricultura i al comerç. Anteriorment va ser un important centre ferroviari. És famosa per la seva producció de pa en diferents varietats.

## Història

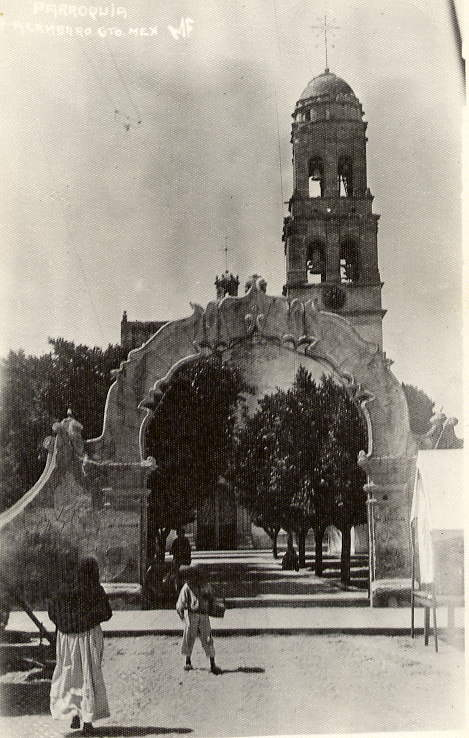
Temple de San Francisco a principis del segle XX on s'aprecia la barda perimetral que delimitava l'atri parroquial, que posteriorment va ser enderrocat.

Els primers habitants en aquesta àrea van pertànyer a les tribus conegudes com a cultura Chupícuaro, una de les més antigues de Mesoamérica, els orígens de les quals es remunten fins al 1200 aC. En aquesta regió s'han donat valuosos descobriments arqueològics, consistents de més de 4000 peces de ceràmica les quals són exhibides en el museu local i el Museu en del la població de Chupícuaro.
Amb l'arribada dels conqueridors europeus, un grup de famílies d'espanyols es va assentar a un costat del riu Lerma. La ciutat va ser fundada oficialment el 19 de setembre de 1526 pel cacic Don Nicolás de San Luis Montañés, amb el nom de San Francisco de Acámbaro. Aquest registre li ha donat el títol de la primera població a l'estat de Guanajuato. Amb la fundació, grups de frares franciscans van iniciar el procés d'evangelització de les tribus existents a la regió.

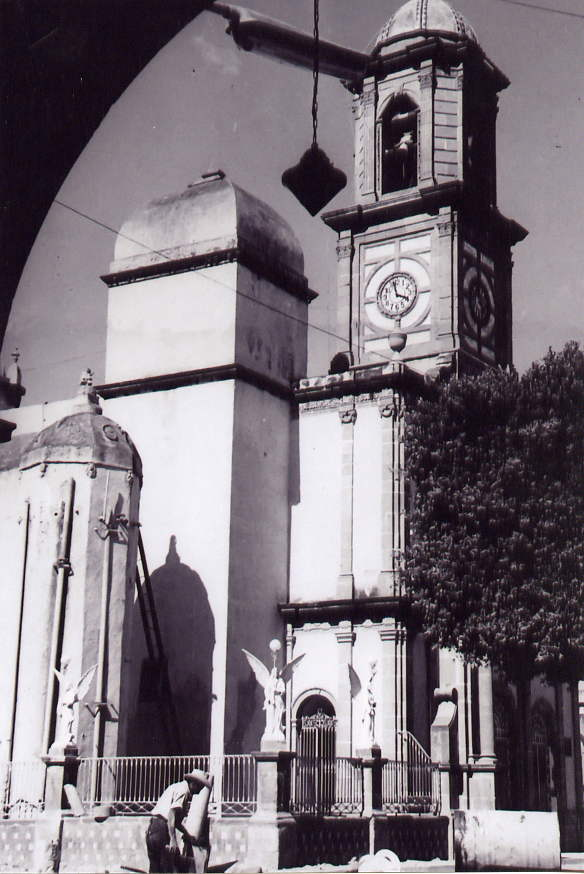
Temple de Guadalupe a principis del segle XX presa des dels portals que hi havia sobre el carrer Hidalgo.

Un episodi molt important de la Guerra d'Independència de Mèxic va tenir lloc a Acámbaro. Amb una cerimònia el 22 d'octubre de 1810, el moviment lidereat per Miguel Hidalgo va declarar a Acámbaro com la caserna militar de l'Exèrcit Gran d'Amèrica, al mateix temps que Hidalgo va ser nomenat Generalíssim de les Amèriques. Aquest mateix dia va tenir lloc una gran desfilada militar amb més de 80.000 insurgents, amb la qual cosa es va demostrar la rapidesa amb la qual creixia aquest moviment, feia menys d'un mes, el 16 de setembre de 1810, que solament 800 persones responien al Crit de Dolores i s'aixecaven en armes en contra dels espanyols a la ciutat de Dolores Hidalgo.
Durant el Porfiriat, a causa de la seva ubicació estratègica, Acámbaro va ser un lloc clau per al desenvolupament de la infraestructura ferroviària a Mèxic. Acámbaro es va convertir en un node principal, centre mecànic i logístic dels Ferrocarrils Nacionals de Mèxic. Acámbaro va ser l'únic centre amb instal·lacions per reparar locomotores en tot Llatinoamèrica, en el qual fins i tot es van construir locomotores de vapor. En 1944, els tallers mecànics de Acámbaro van construir La Fidelita 296, una locomotora de vapor que és un símbol de tota una època per al poble acambarense, i que es troba en exhibició al pati del museu del Ferrocarril de Acámbaro.

## Geografia
Acámbaro confina al nord amb els municipis de Tarimoro i Jerécuaro, al sud amb l'estat de Michoacán, a l'est amb Tarandacuao i a l'oest amb Salvatierra; i té una extensió territorial de 939 km², que representen el 3.1% de la superfície total de l'Estat. El Municipi d'Acámbaro té com a coordenades geogràfiques 100º30’06” i 101º00’00” de Longitud Oest i 19º55’42” i 20º12’16” de Latitud Nord. La seva altitud mitjana és d'1,884 msnm. El seu clima és semitemplat, tenint temporada seca a la primavera i de pluges a l'estiu. Sofreix d'algunes fortes gelades a l'hivern. Es troba a la regió guanajuatenca denominada Valles Albajeños, i fa honor al seu nom a causa que se situa vorejada per la Serra dels Agustinos, el turó Prieto (o de les Cuevas de Moreno), localitzades sobre el turó del Picachu en la comunitat de Paracuaro, Gto. el Cerro del Toro i el Cerro de las Siete Cruces. Els seus agricultors, malgrat comptar amb una benèvola temporada plujosa, recorren al riu Lerma per al subministrament aqüífer del camp, a causa que sobre el curs d'aquest riu es va construir la Presa Solís, la qual controla les avingudes dels rius que descendeixen de l'Eix Volcànic Transversal, tals com el riu Tigre que passa abans per Coroneo i Jerécuaro. A causa de l'activitat humana s'ha produït un notable canvi en l'entorn visual del municipi, la qual cosa és visible en la nomenada Presa Solís, en la qual es denoten grans concentracions de lliris aquàtics, contaminació dins i fora de l'aigua, desforestació, etc.

## Arquitectura

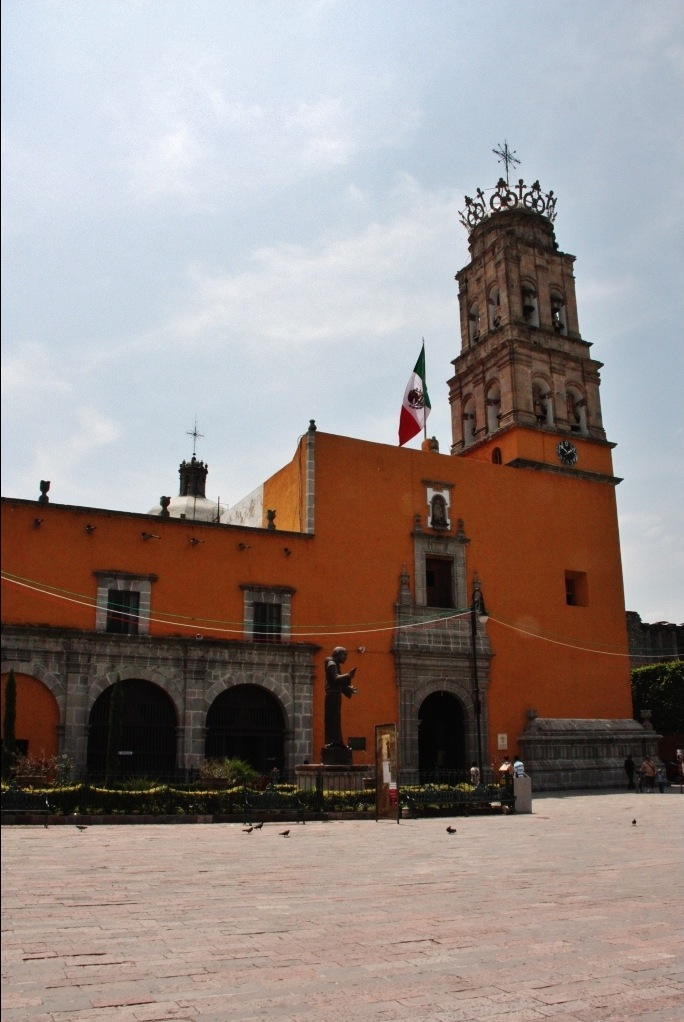
Vista del Temple del San Francisco

La ciutat de Acámbaro és reconeguda com un dels primers assentaments que els conqueridors van establir al centre del país. Al temps de l'arribada de famílies hispanes i del repartiment dels territoris entre elles, la ciutat va conèixer una època en la qual es van construir diverses edificacions importants per donar serveis tant als nouvinguts com als pobladors locals.

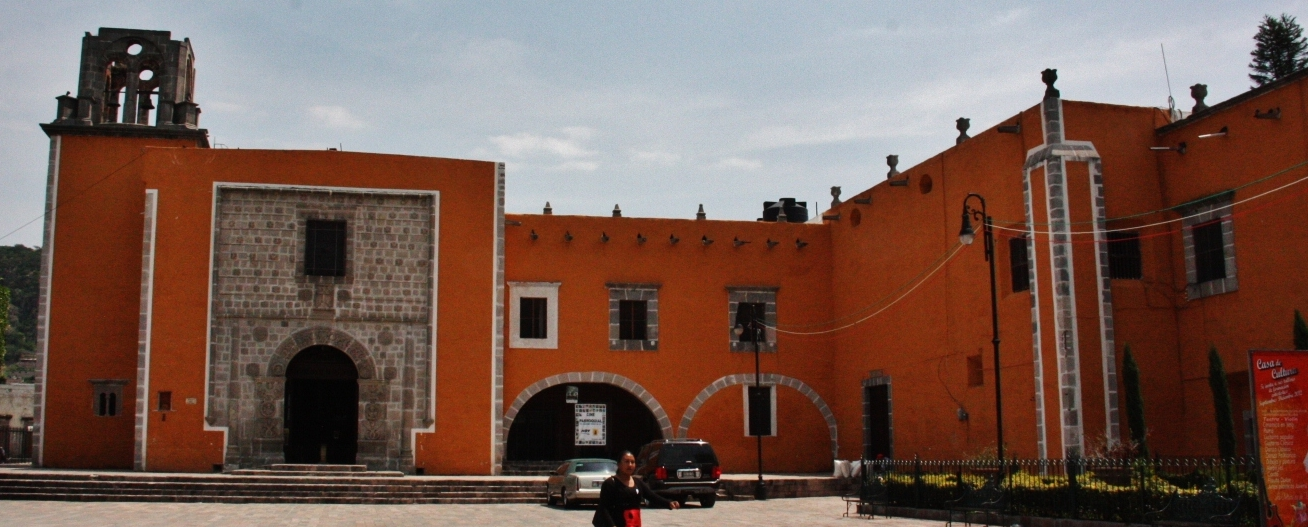
Vista del Temple de l'Hospital; Segle XVI (1529-32).

Dins de les primeres construccions, són notables les de tipus religiós. Els franciscans van construir edificis esplèndids que encara pot ser observats, tals com el Temple de l'Hospital. Aquesta església va ser concebuda per oferir un espai de consol espiritual als pobladors natius (temple d'indis), seguint l'estratègia de dominació i evangelització durant el virregnat.

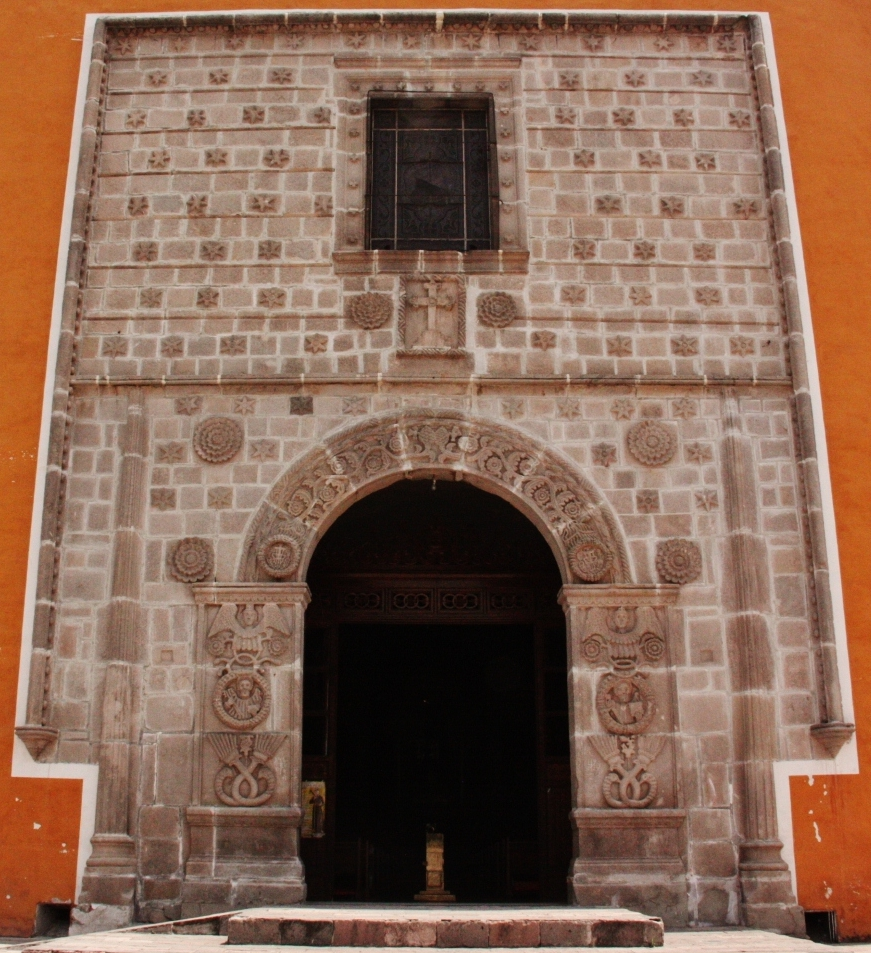
Façana estil Plateresc del Temple de l'Hospital; Segle XVI (1529-32).

Si bé la construcció va ser ordenada i dirigida pels conqueridors, la mà d'obra constructora va ser proporcionada pels els diferents grups d'habitants locals, otomis, tarascs, mazahues i txitximeques. Una mostra d'això són varis dels elements esculpits en pedra existents en la façana d'aquest temple.

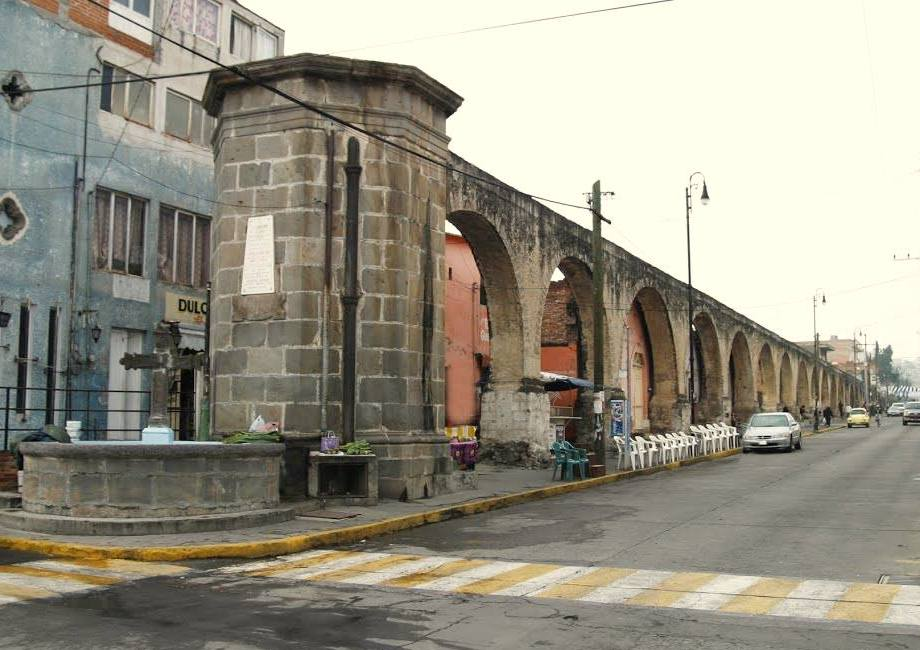
Aqüeducte d' Acámbaro iniciat el 1527.

Unes altres de les obres excel·lents des del segle xvi existents a Acámbaro és la infraestructura de proveïment d'aigua per a la població. L'aqüeducte d'Acámbaro, obra hidràulica en estil mudèjar, que és l'únic aqüeducte construït en l'època colonial completament intacte a Mèxic, va ser iniciat el 1527, d'acord amb documents històrics locals. La construcció va ser iniciada i guiada pel Franciscà Antonio de Bermul, tenint l'objectiu de portar aigua des d'una deu existent en una població indígena coneguda com a Tócuaro. L'aqüeducte acaba en la font de la "Pila de la Cruz", lloc on històricament la població amb càntirs i els aiguaders omplien les seves àmfores per portar el vital líquid a les cases. A la plaça principal es troba l'anomenada Font Taurina, també coneguda com a "Pila del Águila", una font amb relleus que fan referència a curses de braus, la qual commemora la introducció de la tauromàquia a Nova Espanya. A la ciutat existeixen altres fonts, algunes de les quals van ser construïdes posteriorment, com la "Font Morisca" localitzada actualment al Mercat Hidalgo i que data del segle xviii.
Dins de les grans construccions existents a Acámbaro, una joia de les èpoques glorioses de l'arquitectura colonial és un pont sobre el riu Lerma, conegut com el Pont de Pedra que data de l'any 1750, el qual és atribuït a Francisco Eduardo Tres Guerres. encara que existeix un debat sobre la validesa tant de l'arquitecte com l'autoritat que va ordenar la seva construcció.
El segle xviii va portar prosperitat a Acámbaro amb la construcció d'edificis religiosos i públics.
Temples, casonas i portals van ser construïts, molts dels quals han suportat el pas del temps i la modernització, sent testimonis muts de l'arquitectura colonial a la ciutat. Entre els més excel·lents es poden esmentar els portals Victoria, Hidalgo i Guerrero (destruïts en la primera meitat del segle passat), Portal Sámano, Presidència Municipal, cases del carrer Juárez, les ermites sobre el carrer Hidalgo, un teatre sobre el carrer Zaragoza, entre d'altres.
Cal esmentar que existeixen rumors que molts dels monuments d'aquesta ciutat van ser remoguts durant el govern de Juan Jose Torres Landa amb el pla Guanajuato, desconeixent-se fins avui el lloc on van ser portades les pedres de basalt llaurades amb la qual estaven construïdes. Molts dels monuments són recordats pels majors de la localitat, entre els monuments extraviats s'inclouen el monument a la mare, la font de "el elefantito" entre d'altres, així com els portals Hidalgo i Guerrero, la barda perimetral del santuari i de la Parròquia de San Francisco.
Recentment el 9 de gener del 2015 va ser inaugurada la remodelació de la Plaça Cívica "Miguel Hidalgo y el Jardin de l'Arte", aquest projecte compta amb un fòrum, una cambra de màquines a més de la instal·lació de 38 dolls d'aigua que formen les fonts dansaires juntament amb la instal·lació de llum escènica i so ambiental, que el seu objectiu és millorar la imatge urbana del Centre Històric, activar l'economia i millorar el turisme. Com a resultat de la remodelació, diverses tones de pedra llaurada van ser remogudes, igual que diverses de les banques de metall, de les quals no és del tot clar la seva destinació.

## Poblacions del municipi
- Andocutín, Gto

Aquesta població, el nom de la qual significa lloc com un niu en purépecha, es localitza a 15 quilòmetres a l'oest d'Acámbaro, uns quilòmetres abans d'Irámuco. Aquesta població es va conformar en els terrenys d'una antiga hisenda, construïda amb pedrera i en estil arquitectònic molt distintiu. La població es dedica principalment a l'agricultura i ramaderia, conreant-se principalment blat de moro, sorgo, blat i des de dates recents cultius perennes com la maduixa. L'assentament es localitza a la riba del Llac de Cuitzeo, igual que Irámuco, encara que molt pocs habitants es dediquen a la pesca. D'acord amb testimoniatges dels habitants, dècades enrere es produïen cloïsses de petxina fràgil. Lamentablement amb la introducció del sistema de drenatge i la deixalla de les aigües residuals sense cap tractament al llac, va portar a la total desaparició d'aquests sensibles mol·luscs.
- Irámuco, Gto

Situat a 20 quilòmetres cap a oest de la ciutat de Acámbaro, es troba Irámuco, en la riba del llac de Cuitzeo. L'activitat principal dels pobladors és la pesca, l'agricultura i la ramaderia.
- Parácuaro

Uns 14 km cap al nord de la ciutat de Acámbaro, es localitza Parácuaro, Gto, comunitat amb gran activitat agrícola, es conreen principalment grans bàsics com el blat de moro, sorgo i blat, famosa a la regió per la seva Festa Patronal en honor de Nuestro Padre Jesús de les Tres Caidas.
- Nuevo Chupícuaro

Uns 5 quilòmetres cap al nord-est d' Acámbaro, es troba Nuevo Chupícuaro, Gto, La seva població és provinent de l'antiga població de Chupicuaro, municipi de Jerecuaro, que es trobava assentada on ara està la Presa Solís, població reconeguda per ser el bressol de la cultura Chupícuaro, un dels pobles prehispànics més notoris del centre del país.Compta amb un Museu comunitari dedicat a la Cultura.
- Chamácuaro
- Obrajuelo

Obrajuelo està situada a 15 km cap al Nord-oest de Acámbaro, en les faldilles de la carretera Celaya-Acámbaro, El seu nom prové de "Obraje" (fàbriques tèxtils) que van existir ena el lloc. En 1810 va ser lloc de pas de les tropes insurgents de Miguel Hidalgo y Costilla. Fins fa alguns anys tenia un famós balneari públic anomenat "el Tanc", al que assistien les famílies de la regió, però l'excavació d'un Pou proper va acabar amb la veta que l'alimentava; d'aquesta població és originari José Hurtado Rosillo, distingit president municipal de Acámbaro en els anys 1970, i el seu germà J. Carmen Hurtado, líder agrari regional.
- San Diego de Alcalá

- Inchamácuaro

- Loreto

- Santiaguillo

- Tócuaro

- La Pila de los Árboles

- San Antonio de Padua (Guanajuato)

## Ciutats Germanes
La ciutat de Acámbaro està germanada amb 32 ciutats al voltant del món
- Laredo, Estats Units[3]
- La Verne, Estats Units
- Morelia, Michoacan, Michoacán de Ocampo[4]
- Suzhou, Anhui Anhui Xina[5]
- Izamal Yucatán Yucatán Mèxic[6][7]